# Меру (вулкан)
Гора Меру (англ. Mount Meru) — сплячий стратовулкан, розташований за 70 км на захід від вершини Кіліманджаро, на території Танзанії. Висота гори — 4566 м, її можна побачити з Кіліманджаро у ясний день. Це четверта за висотою вершина Африки. Значна частина гори була зруйнована в результаті експлозії, що відбулася близько 8 тис. років тому. Останнє виверження відбулося у 1910 році.